# Ligyija Andrejevna Ruszlanova
Ligyija Andrejevna Ruszlanova (oroszul: Лидия Андреевна Русланова), születési nevén Agafja Lejkina (Агафья Лейкина), más források szerint Praszkovja Andrianovna Lejkina-Gorsenyina (Прасковья Андриановна Ле́йкина-Горшенина; 1900. október 27. – 1973. szeptember 21.) orosz énekesnő, az egyik legnépszerűbb népdalénekesnő volt a Szovjetunióban. Olyan népszerű dalokat adott elő, mint a Szvetyit meszjac (Светит месяц), a Valenki (Валенки) vagy a Katyusa (Катюша).

## Élete és pályafutása
Szaratov mellett, egy kis faluban született parasztcsaládban, édesanyja erza nemzetiségű volt. Ötéves korára elárvult, gyerekkora nagy részét árvaházban töltötte. A helyi templom kórusában kezdett el énekelni, majd egy bútorgyárban dolgozott, ahol a gyártulajdonos meghallotta munka közben énekelni és azt tanácsolta neki, jelentkezzen a szaratovi konzervatóriumba. Az első világháborúban egy kórházvonaton ismerkedett meg Vitalij Sztyepanovval, akitől 1917 májusában gyermeke született, ám a férfi egy évvel később elhagyta a nőt, annak rendszertelen életmódja miatt. Egy szaratovi forrás szerint később összeházasodott egy férfival, aki aztán a polgárháborúban halt meg, az ő családnevét vette fel.
Első koncertjét 16 éves korában adta katonák előtt. A polgárháború idején kezdett katonáknak előadni, majd 1923-ban, Rosztov-na-Donuban debütált professzionális énekesként. 1929-ig egy Cseka-tiszttel élt együtt, majd férjhez ment Mihail Naumovics Garkavihoz, a neves színész-komikushoz.
Az 1930-as években nagy népszerűségre tett szert, az egész országot bejárta. A berlini csata idején a Reichstag lépcsőin énekelt. 1942-ben A Szovjet-orosz Szövetségi Szocialista Köztársaság Érdemes Művésze címmel tüntették ki. Ugyanebben az évben elvált Garkavitól és hozzáment Vlagyimir Viktorovics Krjukov katonatiszthez, aki jóban volt Georgij Zsukovval.
1948-ban Krjukovot letartóztatták a Zsukovval való ismeretsége miatt, majd Ligyiját is bevitték kihallgatni. 1949 októberében Ruszlanovát 10 év kényszermunkára ítélték. 1953 augusztusában szabadult.
Szabadulását követően élete végéig énekelt, járta a Szovjetuniót koncertjeivel.

## Diszkográfia
- 1996: Pojot Ligyija Ruszlanova (Поёт Лидия Русланова)[22]
- 2000: Carica Russzkoj pesznyi (Царица Русской песни)[23]
- 2001: Velikije iszpolnyityeli Rossziji XX veka (Великие исполнители России XX века)
- 2002: Russzkije narodnije pesznyi (Русские народные песни)[24]
- 2007: Imena na vsze vremena (Имена на все времена)[25]

## Galéria

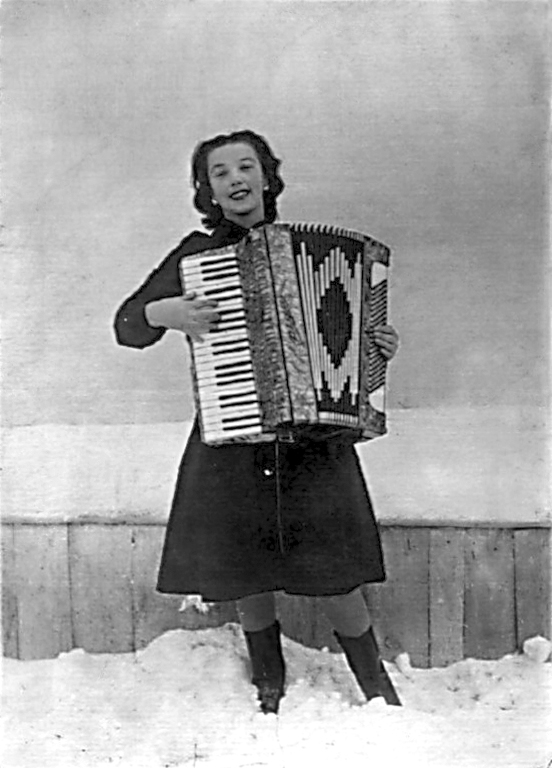
Ruszlanova a 30-as években
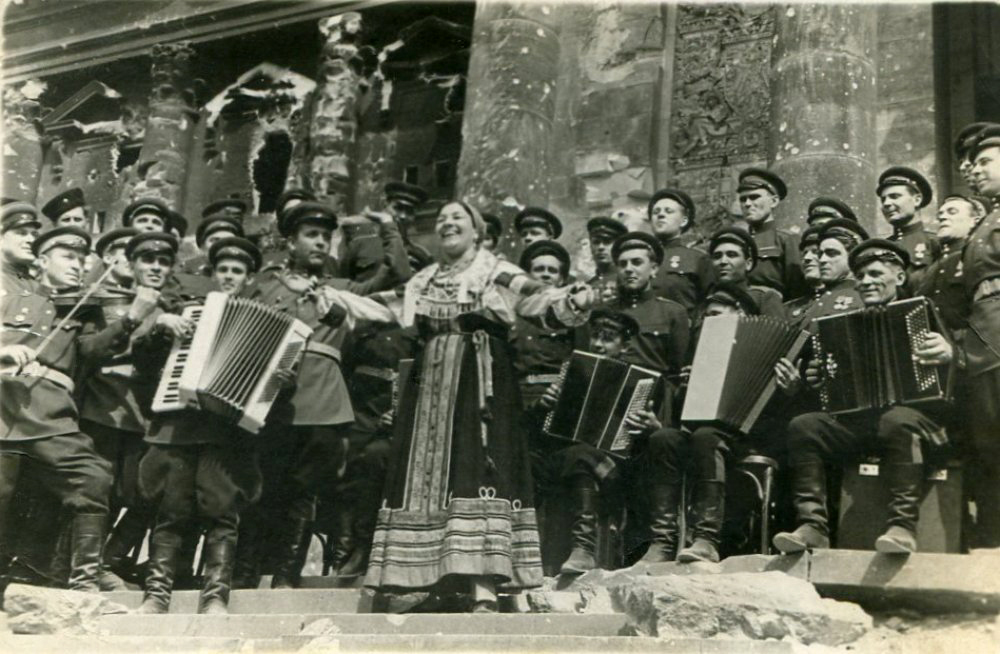
Ruszlanova 1945. május 2-án, a Reichstag lépcsőin
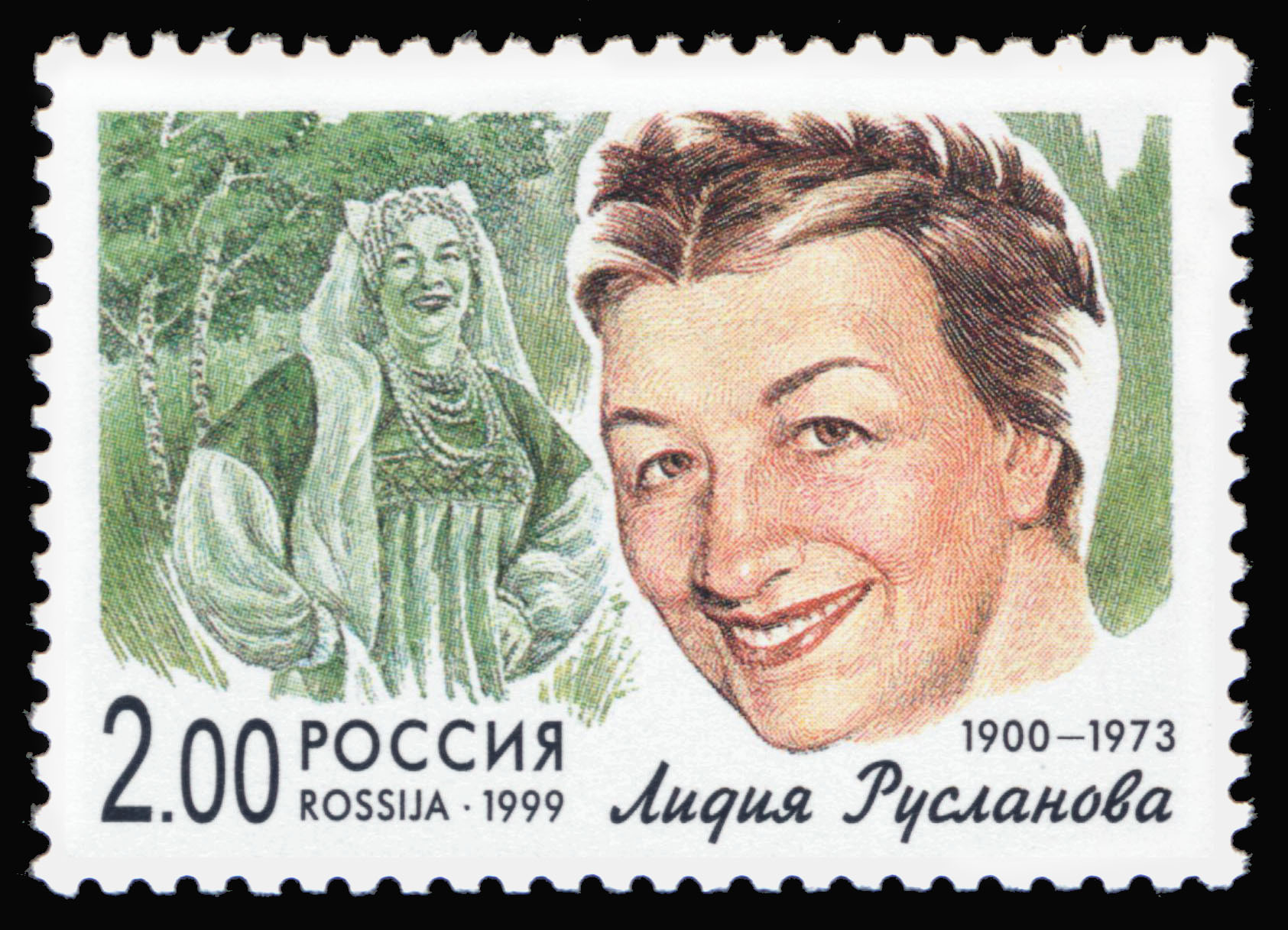
1999-es kiadású bélyeg
Ruszlanova és Krjukov sírja

## Fordítás
- Ez a szócikk részben vagy egészben  a   Lidia Ruslanova című angol Wikipédia-szócikk fordításán alapul.  Az eredeti cikk szerkesztőit annak laptörténete sorolja fel. Ez a jelzés csupán a megfogalmazás eredetét és a szerzői jogokat jelzi, nem szolgál a cikkben szereplő információk forrásmegjelöléseként.
- Ez a szócikk részben vagy egészben  a(z)   Русланова, Лидия Андреевна című orosz Wikipédia-szócikk fordításán alapul.  Az eredeti cikk szerkesztőit annak laptörténete sorolja fel. Ez a jelzés csupán a megfogalmazás eredetét és a szerzői jogokat jelzi, nem szolgál a cikkben szereplő információk forrásmegjelöléseként.